# لورن اسکراگز
لورن اسکراگز (انگلیسی: Lauren Scruggs؛ زادهٔ ۲۷ ژانویهٔ ۲۰۰۳) شمشیرباز زن اهل ایالات متحده آمریکا است.